# Aftermath of the Lowdown
Aftermath of the Lowdown es el tercer álbum en solitario de Richie Sambora, publicado el 18 de septiembre de 2012 como descarga digital y el 25 de septiembre de 2012 como CD físico (formato digipack). En el Reino Unido, el álbum se publicó el 17 de septiembre. Por primera vez en sus 30 años de carrera, Sambora firma con un sello independiente, Dangerbird. Este álbum sólo se editó para Estados Unidos, Japón y Reino Unido.
El primer sencillo del disco, "Every Road Leads Home to You" fue lanzado el 11 de julio de 2012. El mismo se pudo descargar gratuitamente desde el sitio web del artista. El nuevo sencillo presentaba cambios de producción con respecto a la versión que se encontraba en el disco filtrado.

## Lista de temas
| N.º | Título                                                  | Escritor(es)                  | Duración |  |
| 1.  | «Burn the Candle Down»                                  | Richie Sambora, Luke Ebbin    | 4:24     |  |
| 2.  | «Every Road Leads Home to You»                          | Richie Sambora, Luke Ebbin    | 4:40     |  |
| 3.  | «Taking a Chance on the Wind»                           | Richie Sambora, Luke Ebbin    | 4:47     |  |
| 4.  | «Nowadays»                                              | Richie Sambora, Luke Ebbin    | 4:00     |  |
| 5.  | «Weathering the Storm»                                  | Richie Sambora, Bernie Taupin | 4:49     |  |
| 6.  | «Sugar Daddy»                                           | Richie Sambora, Luke Ebbin    | 4:37     |  |
| 7.  | «I'll Always Walk Beside You»                           | Richie Sambora, Luke Ebbin    | 5:03     |  |
| 8.  | «Seven Years Gone»                                      | Richie Sambora, Luke Ebbin    | 5:36     |  |
| 9.  | «Learning How to Fly with a Broken Wing»                | Richie Sambora, Phil Cassens  | 4:35     |  |
| 10. | «You Can Only Get So High»                              | Richie Sambora, Phil Cassens  | 6:32     |  |
| 11. | «World»                                                 | Richie Sambora, Bruce Foster  | 2:22     |  |
| 12. | «Backseat Driver"» (exclusiva para la edición japonesa) | Richie Sambora, Luke Ebbin    | 4:12     |  |